# Unteraulenbach
Unteraulenbach ist ein Gemeindeteil des Marktes Eschau im unterfränkischen Landkreis Miltenberg in Bayern.

## Geographie
Das Dorf Unteraulenbach liegt im Spessart in einem Seitental der Elsava, zwischen Hobbach und Eschau. Durch den Ort fließt der Aalenbach, der in den vom Wasserschloss Oberaulenbach herabfließenden Rosselbrunngraben mündet. Unteraulenbach liegt in der Gemarkung Eschau.